# Mindelstetten
Mindelstetten est une commune de Bavière (Allemagne), située dans l'arrondissement d'Eichstätt, dans le district de Haute-Bavière.

## Monuments
- Eglise paroissiale Saint-Nicolas où repose le corps de Sainte Anna Schäffer[1].

## Personnalités
- Anna Schäffer (1882-1912) : mystique catholique, canonisée en 2012[2].